# دوبینو
دوبینو (به ایتالیایی: Dubino) یک کومونه در ایتالیا است که در استان سوندریو واقع شده‌است.

## خصوصیات
دوبینو ۱۳٫۱ کیلومترمربع مساحت و ۳٬۲۷۰ نفر جمعیت دارد.